# Canal d'Almelo à Nordhorn

Le Canal d'Almelo à Nordhorn (en néerlandais Kanaal Almelo-Nordhorn, en allemand Nordhorn-Almelo-Kanal) est un canal des Pays-Bas et de l'Allemagne.

## Géographie
Le canal relie le Canal d'Overijssel à Almelo à la ville de Nordhorn et de là aux canaux de l'Ems à la Vecht et du Sud au Nord.
À l'origine, la partie néerlandais comptait trois écluses, à Almelo, à Albergen et à Reutum. La première a été remplacée par un seuil. Le pont-levis de la route provinciale reliant Weerselo à Fleringen a également été remplacé par un seuil avec un pont en dur. Près de Harseveld, au nord-ouest de Denekamp, la Schuivenhuisje permet le passage de la rivière de Dinkel sous le canal.

## Histoire

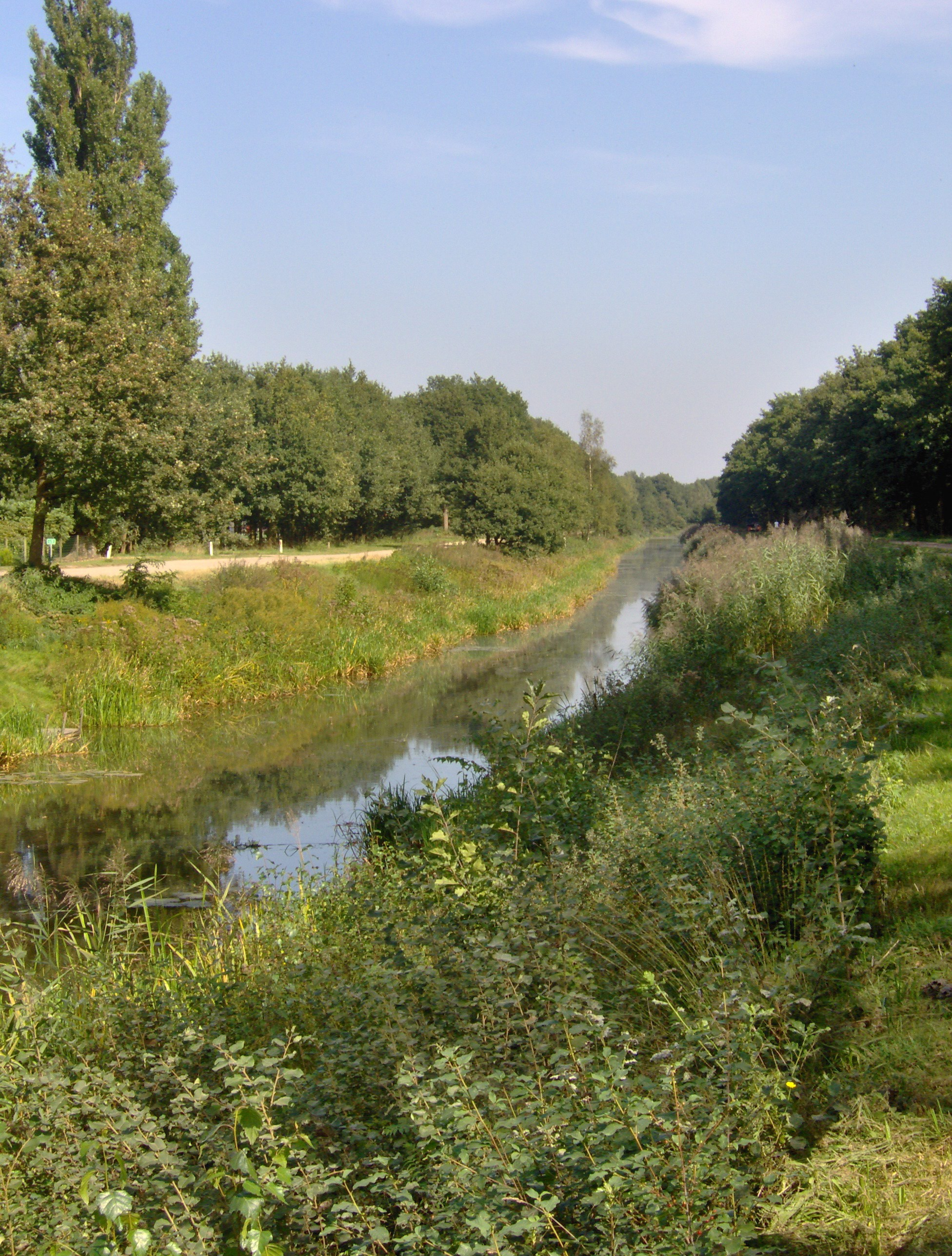
Le canal à Albergen

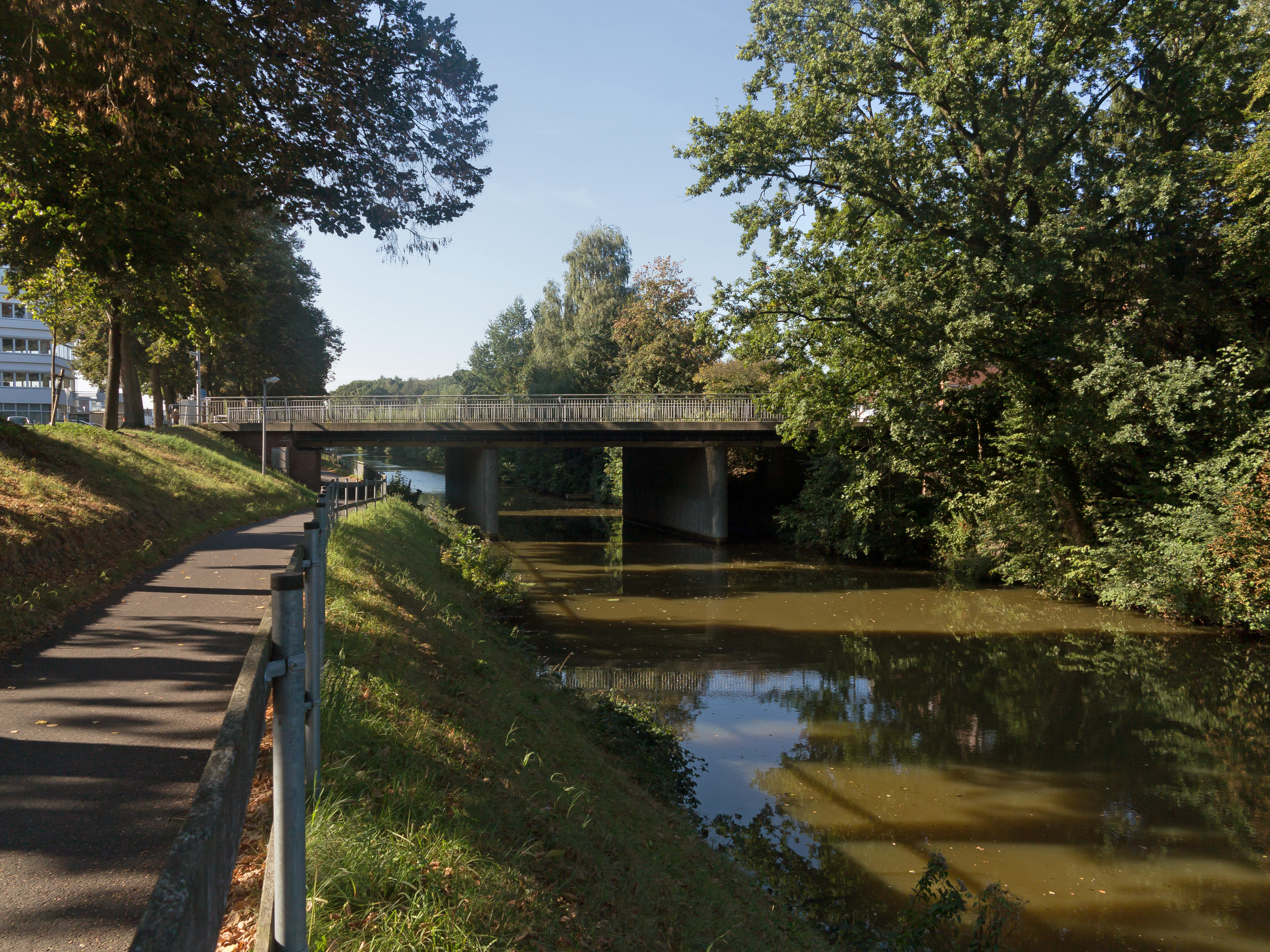
Le canl à Nordhorn

Le canal a été creusé à la suite d'un traité signé entre les gouvernements néerlandais et prussien, espérant pouvoir développer les échanges commerciaux entre les deux pays à l'aide des canaux transfrontaliers. Le tronçon néerlandais, entre Almelo et la frontière, a été achevé dès 1886. Le tronçon allemand jusqu'au Canal de l'Ems à la Vecht à Nordhorn ne fut achevé qu'en 1902. Toutefois, le canal n'a jamais servi à une navigation dense : dès son achèvement, il était trop peu profond pour recevoir les nouveaux bateaux de l'époque. En 1960, le dernier transport de tourbe eut lieu, et le canal fut fermé à la navigation.
Depuis l'abandon du canal en 1960, il s'est développé comme une zone écologique hébergeant de nombreuses espèces de fleurs, poissons et oiseaux. Ces dernières années on étudie la possibilité de rouvrir le canal à la plaisance. Les impacts de cette réouverture sur la nature est encore à l'étude.

## Source
- (nl) Cet article est partiellement ou en totalité issu de l’article de Wikipédia en néerlandais intitulé « Kanaal Almelo-Nordhorn » (voir la liste des auteurs).